# 氨酰tRNA
胺酰tRNA（英語：Aminoacyl-tRNA）是一种与之对应的胺基酸相结合的tRNA（也被称作“转移核糖核酸”）。它的职责是将胺基酸传递到核糖体中，在那里会与正在延伸中的多肽链合并将胺基酸加入其中。特定的胺基酸加到与之对应的tRNA上，这点是相当重要的，因为这意味着只有当反密码子配对（可以形成临时的碱基对）正在翻译为蛋白质的信使RNA的下一个密码子时，特定的胺基酸才会被结合到它上面。
在正确的胺基酸与与之对应的tRNA之间形成特定共价键的任务是由胺酰-tRNA合成酶完成的。由于遗传密码存在简并性，一些不同的tRNA可以有相同的胺基酸连接到它们上面。

## 合成
胺酰-tRNA（也被称为载有胺基酰的tRNA）经两步被生成出来：胺基酸的激活与胺基酸的转移。第一步是胺基酸的腺苷酰化作用，会形成胺酰-腺苷一磷酸：
胺基酸 + 三磷酸腺苷↔ 胺酰-腺苷一磷酸 + 焦磷酸
然后，胺基酸残基被转移到tRNA上：
胺酰-腺苷一磷酸 + tRNA ↔ 胺酰-tRNA + 腺苷一磷酸
该净反应为：
胺基酸 + 三磷酸腺苷+ tRNA ↔ 胺酰-tRNA + 腺苷一磷酸 + 焦磷酸
该净反应在热力学上是有利的，因为焦磷酸被水解是热力学上有利的，故会驱动该反应向右进行。所有这些反应在结合了特定tRNA的胺酰tRNA合成酶的内部发生。

## 阻止胺酰-tRNA结合到核糖体亚基的药物
某些药物，如四环素可以阻止胺酰-tRNA结合到原核生物的核糖体亚基上。